# Disocactus
Disocactus is een geslacht van epifytische cactussen die van nature in de wouden van Midden-Amerika voorkomen, van Mexico tot in Zuid-Amerika.
Het geslacht is in feite een samenvoeging van soorten die eerder in een aantal verschillende geslachten werden geplaatst: Aporocactus, Bonifazia, Chiapasia, Heliocereus, Lobeira, Nopalxochia, Pseudonopalxochia, en Wittia. De soorten in het geslacht Pseudorhipsalis worden ook soms in Disocactus geplaatst.
Door de felgekleurde bloemen zijn soorten van dit geslacht populair als kamer-, tuin- of terrasplant. Er worden een aantal hybrides en cultivars van de soorten gekweekt.

## Enkele soorten

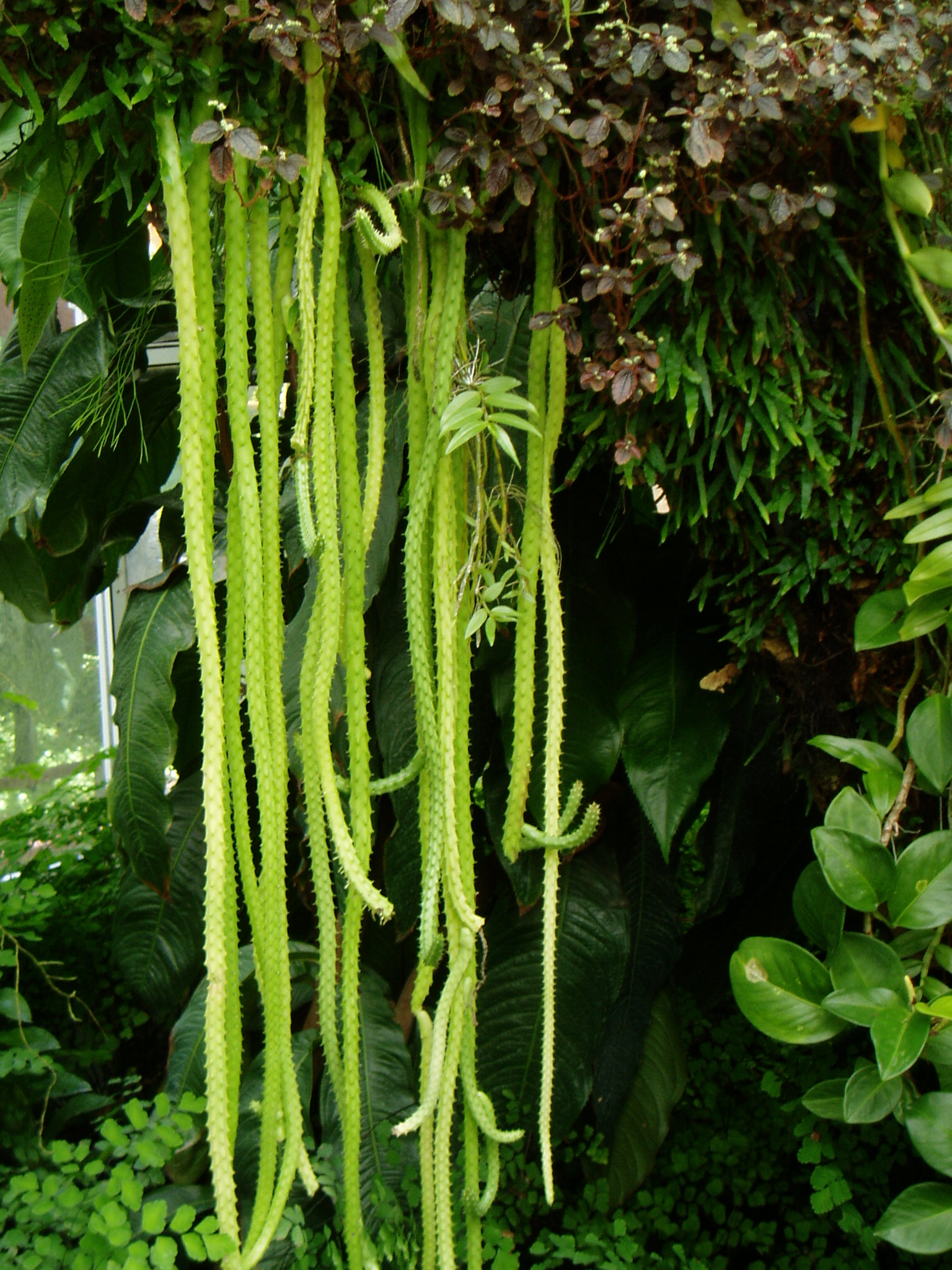
Disocactus ackermannii
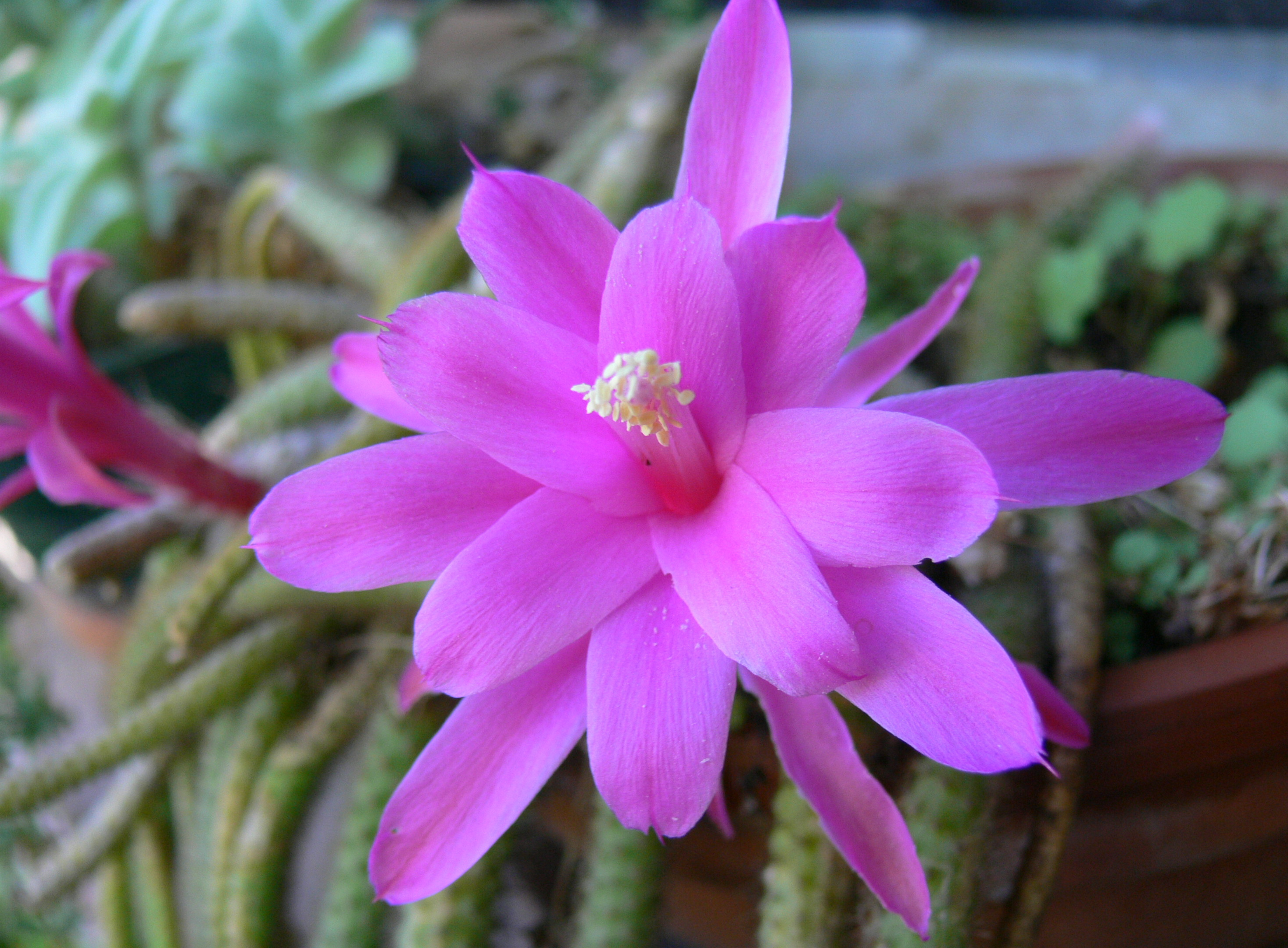
Disocactus aurantiacus
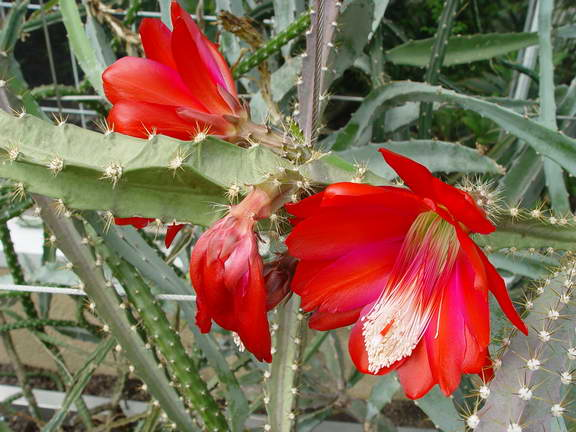
Disocactus cinnabarinus
- Disocactus flagelliformis
- Disocactus × hybridus (een kruising tussen Disocactus phyllanthoides en Disocactus speciosus )
- Disocactus kimnachii
- Disocactus martianus
- Disocactus phyllanthoides
- Disocactus schrankii
- Disocactus speciosus

- Disocactus flagelliformis
- Disocactus flagelliformis
- Disocactus speciosus